# 電撃OnlineGAMES
『電撃OnlineGAMES』（でんげきおんらいんげーむす）は、2005年8月にメディアワークス（現アスキー・メディアワークス）から創刊されたゲーム雑誌。オンラインゲームを専門に取り扱う隔月刊誌である。美少女ゲーム誌の『電撃G's magazine』に携わったスタッフが多いためか、誌面の構成はビジュアル重視の傾向がある。2006年3月29日発売のVol.11をもって休刊。2007年には、『電撃PlayStation』増刊として『電撃オンラインD』が発売されるが、8月と12月の2号に留まった。